# Torno, Lombardiet
Torno är en ort och kommun i provinsen Como i regionen Lombardiet i Italien. Kommunen hade 1 153 invånare (2018).